# Kooperative Regionalleitstelle Nord
Die Kooperative Regionalleitstelle Nord, umgangssprachlich nur Leitstelle Nord, ist eine Feuerwehr- und Rettungsleitstelle in Harrislee bei Flensburg im Norden Schleswig-Holsteins. Sie ist eine von sechs Leitstellen in Schleswig-Holstein und eine von zwei kooperativen Leitstellen. Sie ist für die Notrufannahme und Koordination der Einsätze von Rettungsdienst, Feuerwehren und Hilfsorganisationen. Die Leitstelle Nord war die erste Leitstelle in Deutschland, die kooperativ, also mit der Polizei in einem Gebäude, Tür an Tür, arbeitete.

## Allgemein
Der Name erklärt sich wie folgt:

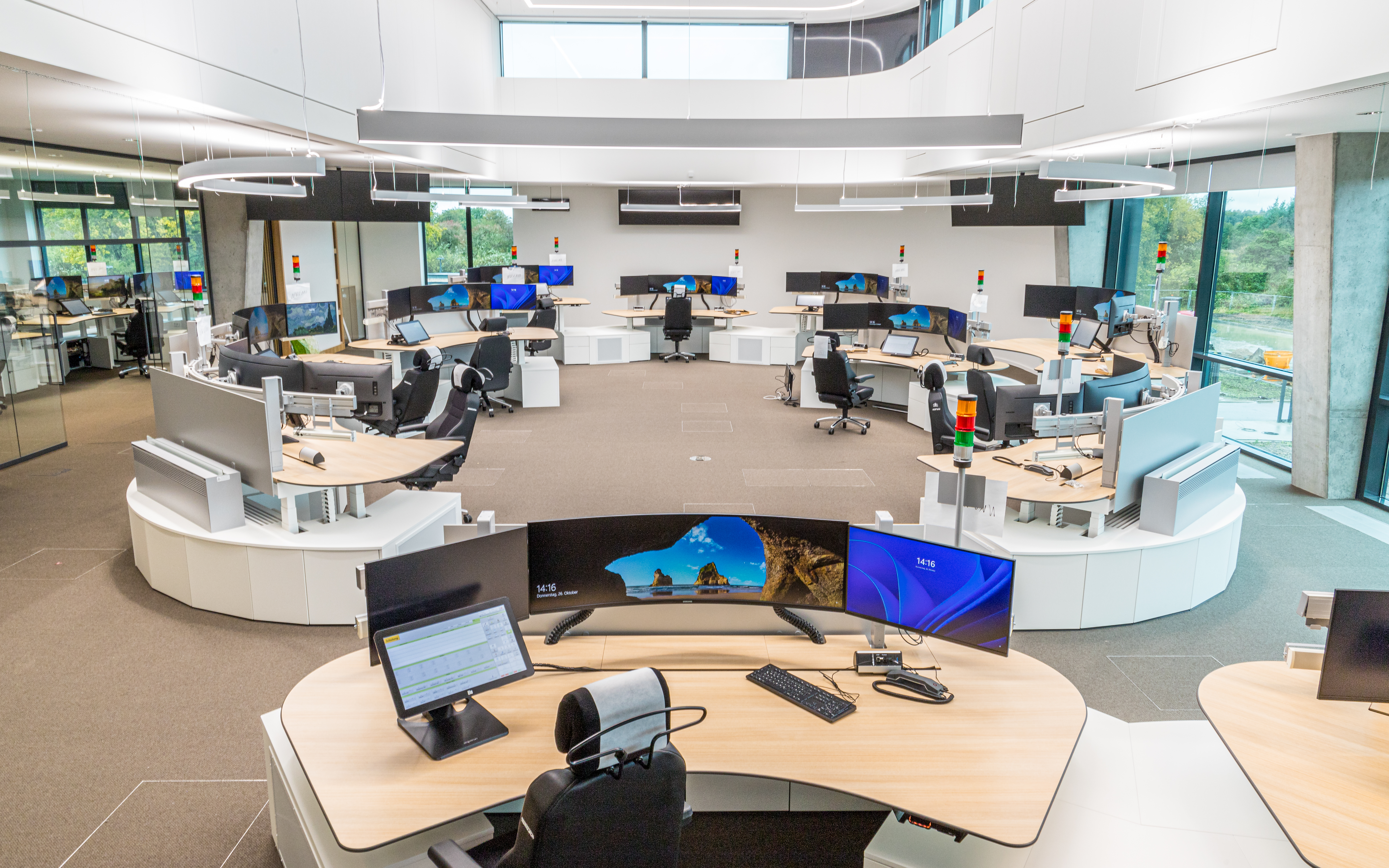
Funkmeldebetriebsraum des kommunalen Teils der Leitstelle Nord.

- Kooperative – Direkte Arbeit mit der Polizei Tür an Tür
- Regional – Für mehr als einen Kreis/Stadt zuständig
- Leitstelle – Eine leitende Stelle
- Nord – im Norden von Schleswig-Holstein

Sie ist für folgende Gebietskörperschaften zuständig
- Stadt Flensburg
- Kreis Nordfriesland
- Kreis Schleswig-Flensburg

## Aufgaben
Die Aufgaben der Leitstelle ergeben sich aus dem Brandschutzgesetz, dem Rettungsdienstgesetz, dem Katastrophenschutzgesetz, weiteren Gesetzen und diversen Dienstanweisungen der einzelnen Gebietskörperschaften. Dazu zählen unter anderem die..
- Annahme von Notrufen unter der 112
- Annahme und Koordinierung von Krankentransporten unter der Nummer 19222
- Annahme von Alarmen von angeschlossenen Brandmeldeanlagen
- Annahme von sonstigen Anrufen unter anderen Amtsnummern
- Weiterleitung von Notrufen und Hilfeersuchen an weitere Stellen (Polizei, andere Leitstellen und Einsatzdienste)
- Alarmierung von Feuerwehren, Rettungsdiensten und Hilfsorganisationen
- Disposition und Alarmierung von Rettungshubschraubern
- Entgegennahme von Rückmeldungen zu Einsätzen
- Unterstützung der Einsatzkräfte bei allen dienstlichen Anliegen
- Weiterleitung von Hilfeersuchen an Rufbereitschaften der Jugend- und Gesundheitsämter der drei Gebietskörperschaften außerhalb der Geschäftszeiten
- Organisation von Intensivtransporten zwischen Krankenhäusern in Zusammenarbeit mit der KOST SH (Koordinierungsstelle für Sekundärtransporte Schleswig-Holstein)
- Koordinierung von grenzüberschreitenden Einsätzen zwischen Dänemark und Deutschland
- Dokumentation der Einsätze
- Zusammenarbeit mit den Stäben der Gebietskörperschaften
- Zusammenarbeit mit den Führungskräften der Gebietskörperschaften

## Geschichte

### 2009
Die Leitstelle Nord entstand 2009 aus den alten Leitstellen der Kreise in Flensburg, Schleswig und Husum. Aufgrund von Kostendruck durch die Krankenkassen entschloss man sich zur Gründung eines Zweckverbandes, der zukünftig die Aufgaben übernehmen sollte.
Als Standort für die neue Leitstelle wurde das Übungsgelände der Landesfeuerwehrschule in Harrislee ausgewählt. Gebaut wurde das Gebäude durch die Landespolizei, der kommunale Teil (Feuerwehr und Rettungsdienst) war nur Mieter. Die Baukosten lagen damals 8,5 Millionen €.

### 2023
Im November 2023 wurde der Neubau nach nur zwei Jahren Bauzeit in Betrieb genommen. Standort ist wieder Harrislee. Für 22 Millionen € Baukosten wurde ein Gebäude von mit 5000 m² Nutzfläche erbaut.